# 麥卡錫灣
78°50′S 45°0′W / 78.833°S 45.000°W
麥卡錫灣（英語：McCarthy Inlet）是南極洲的海灣，位於伊利沙伯女皇地，處於伯克納島東面，以美國海軍的上尉指揮官命名，現時由南極條約體系管理。

## 外部連結
. . United States Geological Survey.   [2013-09-03].